# Lista över HTTP-statuskoder

## Statuskoder
Nedan finns en lista över svarskoder för HTTP, och fraser till koderna som kort ska beskriva vad statuskoden innebär. De flesta av dessa statuskoder är specificerade av RFC 2616, medan några är ostandardiserade statuskoder som också används på webben.
Den första siffran i statuskoden anger vilken typ av svar som skickas.
I texten används orden server och klient. Klienten kan bland annat vara en webbläsare eller en sökmotor, och servern är den dator som klienten ansluter till.

### 1xx Informerande
Förfrågan togs emot, men har inte slutförts. Få webbservrar och webbläsare hanterar dessa koder.
- 100: Continue
- 101: Switching Protocols

### 2xx Lyckad förfrågan
Förfrågan togs emot, förstods och accepterades.
- 200: OK
- 201: Created
- 202: Accepted
- 203: Non-Authoritative Information
- 204: No Content
- 205: Reset Content
- 206: Partial Content

### 3xx Vidarekoppling
Ännu en handling, som till exempel en vidarekoppling eller ett val av språk, måste utföras för att slutföra förfrågan.
- 300: Multiple Choices
- 301: Moved Permanently
- 302: Moved Temporarily (HTTP/1.0)
- 302: Found (HTTP/1.1)
- 303: See Other (HTTP/1.1)
- 304: Not Modified
Betyder att sidan inte har förändrats sedan senaste besöket.
- 305: Use Proxy
Många HTTP-klienter (som till exempel Mozilla och Internet Explorer) hanterar inte svar med denna statuskod korrekt.
- 306: (oanvänd men reserverad)
- 307: Temporary Redirect
Objektet har tillfälligt flyttats, men använd den gamla adressen nästa gång.
- 308 Permanent Redirect (RFC 7538)
Objektet har flyttats permanent, uppdatera eventuella bokmärken

### 4xx Klientfel
Förfrågan har en felaktig syntax eller kan inte utföras/fullföljas.
- 400: Bad Request
- 401: Unauthorized
Se Basic authentication scheme och Digest access authentication (båda sidorna är på engelska). Mer specifik än 403.
- 402: Payment Required
Den här statuskoden kan användas när betalning krävs för att komma åt en sida. Det finns dock ingen standard för hur det här ska fungera.
- 403: Forbidden
Servern har en sådan sida men vill inte lämna ut den.
- 404: Not Found
Sidan finns inte
- 405: Method Not Allowed
- 406: Not Acceptable
- 407: Proxy Authentication Required
- 408: Request Timeout
- 409: Conflict
- 410: Gone
Filen har funnits men har tagits bort permanent och bör inte förfrågas igen.
- 411: Length Required
Information som skickades till servern, till exempel genom en POST-förfrågan, kunde inte behandlas eftersom längden på informationen inte angavs.
- 412: Precondition Failed
- 413: Payload Too Large (RFC 7231)
Tidigare Request Entity Too Large R
- 414: Request-URI Too Long
- 415: Unsupported Media Type
Klienten frågar efter en mediatyp som filen inte kan ges som.
- 416: Requested Range Not Satisfiable
- 417: Expectation Failed
- 418: I'm a teapot
Denna statuskod definierades 1998 i RFC 2324, Hyper Text Coffee Pot Control Protocol, som ett aprilskämt av IETF och förväntas inte att implementeras i faktiska HTTP-servrar. Den förekommer ändå och det har förekommit protester mot förslag att ta bort koden.

### 5xx Serverfel
Servern misslyckades med att slutföra en till synes giltig förfrågan.
- 500: Internal Server Error
Internt fel på själva webbservern
- 501: Not Implemented
Servern stödjer inte en funktion som efterfrågades av klienten.
- 502: Bad Gateway
- 503: Service Unavailable
Tillfälligt avbrott
- 504: Gateway Timeout
- 505: HTTP Version Not Supported
- 509: Bandwidth Limit Exceeded
Denna statuskod skickas när en webbsida har använt mer trafik än vad som tillåts. Den används av många webbservrar men är egentligen ingen officiell statuskod för HTTP.